# Мейдофф, Бернард
Бернард Мейдофф (англ. Bernard Lawrence Madoff; 29 апреля 1938, Куинс, Нью-Йорк — 14 апреля 2021) — американский мошенник и финансист, который организовал крупнейшую в истории финансовую пирамиду на сумму около 64,8 миллиарда долларов. Некоторое время занимал должность председателя совета директоров фондовой биржи NASDAQ.
В 1960 году основал на Уолл-стрит инвестиционную компанию «Bernard L. Madoff Investment Securities LLC» расположенную по адресу на момент краха Липстик-билдинг, 900 3rd Ave, New York, NY 10022, США и возглавлял её до 11 декабря 2008 года, когда он был обвинён в мошенничестве, так как его компания превратилась в огромную финансовую пирамиду. 29 июня 2009 года Бернард Мейдофф за свою аферу был приговорён судом Нью-Йорка к 150 годам тюремного заключения.

## Биография
Бернард Мейдофф родился в 1938 году в еврейской семье, в 1956 году окончил престижную Нью-Йоркскую школу Far Rockaway, где не считался выдающимся учеником. Увлекался плаванием.
В 1960 году он окончил Колледж Хофстра в Нью-Йорке со степенью бакалавра по политическим наукам. Во время учёбы подрабатывал спасателем на пляже и монтажником садовых оросительных установок, накопив на этом 5 тысяч долларов. На эти деньги в 1960 году он основал свою фирму Madoff Investment Securities.
Спустя 10 лет он привлёк к своему делу своего брата Питера, а впоследствии - племянников Роджера и Шану, и обоих своих сыновей: Марка и Эндрю.
Мейдофф принимал участие в создании американской фондовой биржи NASDAQ, занимавшейся куплей-продажей ценных бумаг в интересах инвесторов.
Madoff Investment Securities была одним из 25 крупнейших участников торгов этой биржи, её создателя называли столпом Уолл-стрит и пионером электронной торговли на бирже: он одним из первых в Нью-Йорке полностью компьютеризовал документооборот своей фирмы.
Мейдофф входил в совет директоров NASDAQ и в начале 1990-х годов был его председателем. Кроме того, Мейдофф был главой совета директоров основанного в 1983 году хедж-фонда Madoff Securities International, штаб-квартира которого располагалась в Лондоне. Также он в 1985 году был одним из основателей и членом совета директоров корпорации International Securities Clearing, занимавшейся финансовым клирингом, безналичными расчётами между компаниями и государствами.
Мейдофф был известен своей благотворительной деятельностью: после смерти своего племянника Роджера от лейкемии в 2006 году он регулярно совершал пожертвования на исследования способов лечения рака и диабета. Вместе с супругой он основал семейный фонд Madoff Family Foundation, который жертвовал миллионы долларов на театры, музеи, образовательные учреждения и еврейские благотворительные организации. Кроме того, Мейдофф был казначеем совета поверенных школы бизнеса Иешива-университета и членом совета поверенных Университета Хофстра. Кроме того, Мейдофф совершал пожертвования на избирательные кампании американских политиков, в основном, членов Демократической партии.
Мейдофф был членом нескольких элитных лыжных и гольф-клубов, владел апартаментами на Манхэттене, домами в Палм-Бич и во Франции. На Багамских островах у него была собственная яхта.
В 2008 году он был обвинён в создании крупнейшей в истории финансовой пирамиды. 29 июня 2009 года Мейдофф за свою аферу был приговорён судом Нью-Йорка к 150 годам тюремного заключения (см. Афера Бернарда Мейдоффа).
Марк Мейдофф, один из сыновей Бернарда Мейдоффа, 11 декабря 2010 года был найден повешенным в своём доме в Нью-Йорке. По предварительным данным, он покончил с собой. Марк проходил свидетелем по делу своего отца, и ему не было предъявлено обвинение как соучастнику. Но в 2009 году ему предъявили обвинения в незаконном приобретении элитного жилья в Нью-Йорке и Коннектикуте общей стоимостью 66 млн долл. Второй сын Эндрю умер от рака в 2014 году, в возрасте 48 лет.
Мейдофф умер «по естественным причинам» на 83-м году жизни 14 апреля 2021 года в тюрьме штата Северная Каролина. Годом ранее он заявил, что умирает от тяжёлой болезни и просил отпустить его на свободу.
По состоянию на 2024 г. назначенный судом доверительный управляющий вернул почти 90% убытков инвесторов (14,7 млрд. долл.).

## В культуре
- мини-сериал Мейдофф (2016), роль исполнил Ричард Дрейфус.
- телефильм «Лжец, Великий и Ужасный» (2017), роль Мейдоффа сыграл Роберт Де Ниро.